# Aponogeton nudiflorus
Aponogeton nudiflorus là một loài thực vật có hoa trong họ Aponogetonaceae. Loài này được Peter mô tả khoa học đầu tiên năm 1928.